# Michael Fox (právník)
Michael Fox, MBE (8. března 1934 – 9. května 2009) byl izraelský právník původem ze Spojeného království. Byl spoluzakladatelem největší izraelské právnické společnosti Herzog, Fox & Ne'eman.

## Biografie
Narodil se v Londýně do rodiny Sama a Fredy Foxových. Vystudoval právo na Londýnské univerzitě a otevřel si soukromou praxi Fox & Gibbons. V roce 1968 podnikl aliju do Izraele, kde žil ve městě Herzlija. Byl členem International Bar Association a The Law Society. Specializoval se na korporátní právo, zejména pak na fúze a akvizice a infrastrukturní rozvoj. V roce 1972 společně s partnery Chajimem Herzogem a Ja'akovem Ne'emanem založil právnickou firmu Herzog, Fox & Ne'eman, která je k roku 2006 největší právnickou společností v Izraeli. Působil jako předseda Israel, Britain and the Commonwealth Association (IBCA) a každý měsíc přispíval do anglické edice izraelského deníku Haaretz.
V roce 2009 mu byl za jeho přispění k britsko-izraelským vztahům udělen Řád britského impéria (MBE).
Byl ženatý a s manželkou Sheilou neměli děti. Zemřel v květnu 2009 po dlouhém boji s rakovinou.

## Dílo
- Mountains and Molehills, Essays 2003-2007, Weill Publishers